# Gladsporig vedermosschijfje
Het gladsporig vedermosschijfje (Octospora nemoralis) is een kleine oranje paddenstoel uit de familie Pyronemataceae. Het komt in parken en plantsoenen op schaduwrijke klei. Hij leeft tussen mostapijten van het gezoomd vedermos (Fissidens bryoides) en het kleivedermos (Fissidens taxifolius). Het infecteert de stengel, bladeren en rhizoïden.

## Kenmerken
Het vormt apothecia (vruchtlichamen) met een diameter van 0,2 tot 1,5 mm. Ze zijn schijfvormig en hebben een lichtere rand. Het hymenium is lichtoranje tot oranje. De buitenkant is bleker van kleur. 
De asci zijn 8-sporig, cilindrisch en meten 170-220 × 12-20 µm. De ascosporen liggen uni- of zelden bi-seriaat. Ze zijn zijn ellipsoïde tot eivormig, glad, het sporenoppervlak is iets ongelijkmatig, met twee ongelijke oliedruppeltjes, zelden met één oliedruppeltje en de sporenmaat is (17-)18-21 × 8,5-10,5 µm.

## Verspreiding
Het gladsporig vedermosschijfje komt in Nederland komt uiterst zeldzaam voor.